# Dymorfizm ekologiczny
Dymorfizm ekologiczny – rodzaj dymorfizmu, w której dwie populacje tego samego gatunku są morfologicznie zróżnicowane, pod wpływem różnych warunków środowiska.